# Пасхалис Терзис
Пасхалис Терзис (на гръцки: Πασχάλης Τερζής) е популярен гръцки певец.
Терзис е роден в солунското предградие Пилеа през 1949 година. Въпреки че започва кариерата си през 1972 година, първият му албум е издаден чак през 1982 година. Оттогава насам той успява да постигне забележителна кариера с продажби от над половин милион копия. Всеки един от албумите му има платинен статус.